# William S. Burroughs

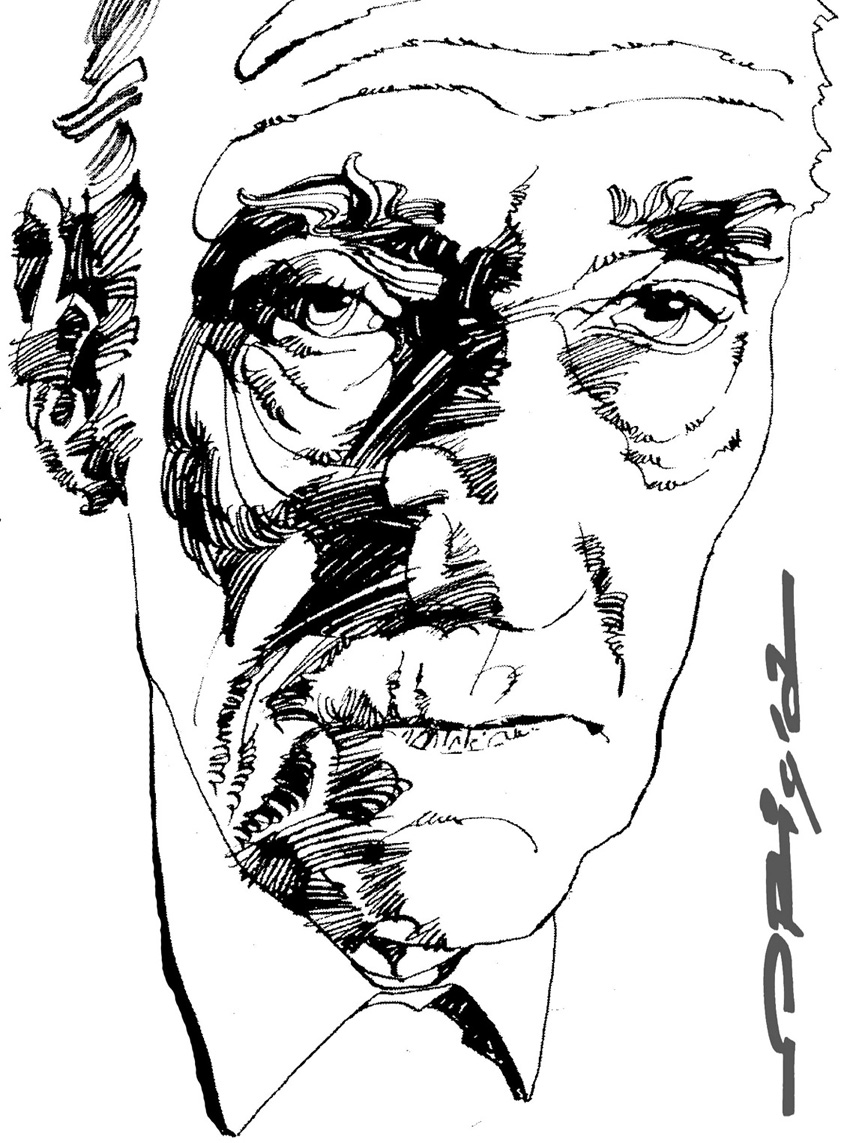
William S. Burroughs, Zeichnung von Graziano Origa (1997)

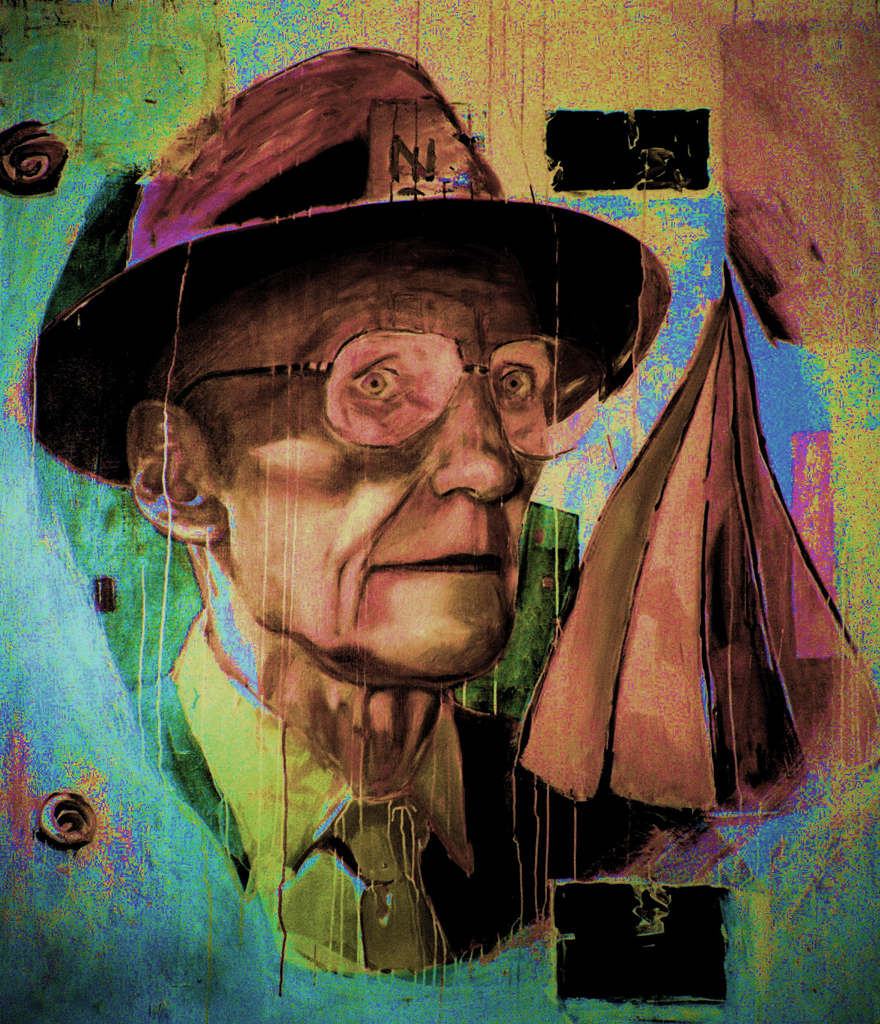
William S. Burroughs, Gemälde von Christiaan Tonnis (1999)

Burroughs’ Signatur

William Seward Burroughs (* 5. Februar 1914 in St. Louis, Missouri; † 2. August 1997 in Lawrence, Kansas) war ein amerikanischer Schriftsteller, der der Beat Generation zugerechnet wird. Sein bekanntestes Werk ist der Roman Naked Lunch.

## Leben und Wirken

### Familie
William Seward Burroughs schrieb sich William S. Burroughs zur Unterscheidung von seinem Großvater William Seward Burroughs I., dem Gründer der Burroughs Adding Machine Company, aus der später die Burroughs Corporation hervorging. Seine Mutter Laura Hammon Lee (1888–1970) war die Tochter eines methodistischen Pfarrers. Sein Vater Mortimer Perry Burroughs besaß einen Antiquitäten- und Geschenkeladen in St. Louis und später in Palm Beach, Florida.

### Jugend
Burroughs besuchte die John Burroughs School in St. Louis und die Los Alamos Ranch School in New Mexico. Als er seine Homosexualität entdeckte, beschrieb er sie in seinen Tagebüchern. Seine sexuelle Orientierung verbarg er jedoch bis ins Erwachsenenalter vor seiner Umgebung. Nachdem er erwischt worden war, als er mit einigen Mitschülern das Schlafmittel Chloralhydrat genommen hatte, musste er Los Alamos verlassen. Er beendete die High School an der Taylor School in St. Louis.
Burroughs studierte ab 1932 englische Literatur an der Harvard University, unter anderem bei T. S. Eliot. 1936 schloss er sein Studium mit dem Bachelor ab.

### Europa und wieder Harvard
Nach Harvard reiste Burroughs nach Europa. An der Universität Wien immatrikulierte er sich für ein Medizinstudium und lernte die homosexuelle Subkultur kennen. In Dubrovnik lernte er Ilse Klapper, geb. Herzfeld (1900–1982), kennen, eine Jüdin, die vor den Nationalsozialisten geflohen war. Sie hatten keine Liebesbeziehung, dennoch heirateten sie in Kroatien, damit Klapper ein Visum für die USA bekam. 1939 siedelte sie in die USA über. Burroughs und Klapper wohnten nicht zusammen, trafen sich aber regelmäßig. 1945 kehrte Klapper nach Jugoslawien zurück, ein Jahr später wurde die Ehe geschieden.
Zurück in den USA, schrieb sich Burroughs in Harvard für ein Aufbaustudium in Archäologie und Ethnologie ein. 1939 besuchte er eine Vortragsreihe Alfred Korzybskis über dessen Allgemeine Semantik.  Nach dem Eintritt der Vereinigten Staaten in den Zweiten Weltkrieg 1941 wollte ihn die US Army einziehen, er wurde aber aufgrund seiner Psyche ausgemustert. Er ging wieder nach New York und traf dort auf Allen Ginsberg und Jack Kerouac, die später seine Freunde und als Autoren der Beat Generation bekannt wurden.
Im Prolog von Junkie fasste Burroughs seine Universitätserfahrungen zusammen: „I hated the University and I hated the town it was in. Everything about the place was dead. The University was a fake English setup taken over by the graduates of fake English public schools.“

### Erste Morphinsucht
Burroughs lebte ab 1944 mit Joan Adams, geb. Vollmer (1923–1951), in einem New Yorker Apartment, das sie mit Kerouac und dessen erster Frau Edie Parker teilten. Vollmer Adams war mit einem GI verheiratet und hatte mit diesem eine kleine Tochter, Julie Adams.
Weil sie einen Mord nicht angezeigt hatten, kamen Kerouac und Burroughs mit dem Gesetz in Konflikt. Burroughs wurde süchtig nach Morphin und begann in Greenwich mit Heroin zu dealen, um seine Sucht zu finanzieren. Diese Erfahrungen verarbeitete er in dem autobiographischen Roman Junkie. 
Auch Vollmer wurde drogenabhängig. 1945 ließ sie sich scheiden und heiratete ein Jahr später Burroughs. Nachdem er einige Zeit bei seinen Eltern verbracht hatte, kehrte er nach New York zurück, holte Vollmer aus der psychiatrischen Abteilung des Bellevue Hospital und zog mit ihr und ihrer Tochter auf eine Farm in Texas. Dort wurde 1947 ihr gemeinsamer Sohn William S. Burroughs jr. geboren. Danach lebte die Familie kurze Zeit in New Orleans.

### Mexiko
Auf seiner Farm in Texas baute Burroughs Marihuana an. Die Polizei erfuhr davon, als sie einen Brief an Ginsberg abfing, in dem Burroughs eine Lieferung erwähnte. Um einer Gefängnisstrafe zu entgehen, floh die Familie nach Mexiko in der Absicht, dort fünf Jahre zu bleiben, bis die Straftaten verjährt wären. In Mexiko ging Burroughs 1949 formal eine dritte Ehe mit María Lucrecia Barquera (1902–1974) ein, vermutlich auf Vermittlung seines Rechtsanwalts, um eine Abschiebung zu erschweren.
Am 6. September 1951 erschoss Burroughs in Mexiko-Stadt seine Frau, als er im Zustand der Trunkenheit die Apfelszene aus Schillers Drama Wilhelm Tell nachstellte. In der offiziellen Untersuchung wurde die Tat schließlich als Unfall beurteilt, Burroughs musste nur 14 Tage im Gefängnis verbringen und Mexiko 1952 verlassen. Vollmers Tochter kam zu ihrer Großmutter und Burroughs’ Sohn zu seinen Großeltern nach St. Louis. William S. Burroughs Jr. war bei dem Unfall Augenzeuge gewesen und als er später ebenfalls Schriftsteller geworden war, verarbeitete er diese Erlebnisse in seinen Werken.

### Südamerika
Nach Vollmers Tod reiste Burroughs durch Südamerika auf der Suche nach einer Droge namens „Yage“, die später als Ayahuasca identifiziert wurde. Er erhoffte sich davon eine Verminderung seiner Abhängigkeit von Opiaten, aber auch neue spirituelle Erfahrungen. Er schrieb während dieser Zeit zwei Romane: In Junkie behandelte er seine Heroin-Abhängigkeit und in Queer seine Homosexualität. Junkie galt zur damaligen Zeit zunächst als unpublizierbar, wurde auf Bemühen von Allen Ginsberg jedoch 1953 im Format eines Groschenromans beim Verlag Ace Books veröffentlicht. Aufgrund des höchst anstößig erscheinenden Inhalts veröffentlichte Burroughs sein Erstlingswerk unter dem Pseudonym William Lee. Seine Korrespondenz mit Ginsberg während seiner Suche nach Yage fasste er in den 1963 veröffentlichten Yage Letters zusammen. Queer wurde erst 1985 veröffentlicht, 2024 wurde die gleichnamige Verfilmung veröffentlicht.

### Europa und „Naked Lunch“
Von Südamerika aus reiste Burroughs nach Europa, u. a. nach London sowie nach Paris, wo er im Beat Hotel seine Zettelsammlung für Naked Lunch begann. 1954 reiste er in die Internationale Zone von Tanger. Hier konnte er von dem Stipendium in Höhe von monatlich $ 200, das ihm seine Eltern gewährten, bequem leben. Heroin und Strichjungen waren problemlos verfügbar. 1956 unternahm er in Paris mit Hilfe des Arztes John Dent einen Heroinentzug, der ihn von seiner zwölfjährigen Sucht befreite. Nach Tanger zurückgekehrt, konsumierte er nur noch Alkohol und Majoun, eine ortsübliche Cannabispaste, in erheblichen Mengen. Unter dem Einfluss dieser Substanzen verfasste er zahlreiche Texte. Seine Materialsammlung bezeichnete er zunächst als The Word Hoard. Zusammen mit Ginsberg und Kerouac redigierte er die einzelnen Episoden zum Roman Naked Lunch. Der Rest der Schriften wurde später zur Nova-Trilogie: The Soft Machine, The Ticket That Exploded und Nova Express.
Anders als die vorherigen Romane war die Nova-Trilogie in einer neuen Technik geschrieben, die „cut-up“-Technik genannt wurde (von englisch to cut up „in Stücke schneiden“). Manuskriptseiten wurden in kleine Zettel zerschnitten und ohne genauen Plan neu angeordnet. Daraus entstand eine assoziative Erzählstruktur, die Burroughs in späteren Romanen weiter entwickelte. Der Leser kann in einen beliebigen Teil des Buchs einsteigen, wobei der Text sich von dort weiterentwickelt. Durch die cut-up-Technik und den beliebigen Einstieg in das Werk interpretiert jeder Leser den Roman anders und hat eine andere Perspektive auf den erzählerischen Fortgang. Deutschsprachigen Autoren wie Carl Weissner und Jürgen Ploog war er mit seinem Cut-up-Stil ein Vorbild, was sie in der deutschsprachigen Literaturzeitschrift Gasolin 23 z. T. veröffentlichten.
Burroughs’ zentrales Thema sind in diesen Jahren die verschiedenen Techniken der Machtausübung und Kontrolle, etwa durch Drogen, durch Sex, durch Viren, durch Verschwörungen oder durch die Sprache selbst, die als etwas dem Menschen Fremdes dargestellt wird, das in ihn eindringt und sein ganzes Denken und Handeln fremdbestimmt kontrollieren lässt. Ein Mittel, dieser (linearen, rationalen) Sprache zu entkommen, war für Burroughs die cut-up-Methode, die obendrein die Chance bot, durch zufälliges Collagieren von Textteilen neue Assoziationen zu finden und verborgene Sinnebenen aufzudecken.
Naked Lunch erschien 1959. Ab der Veröffentlichung wurde der Roman ein Teil der aufkeimenden Gegenkultur in den 1960ern. In mehreren US-Bundesstaaten wurde die Veröffentlichung untersagt. Massachusetts verbot das Werk als erster Staat wegen Obszönitäten wie des im Roman beschriebenen Stahldildos (der namensgebend für die 1970er-Rockband Steely Dan war). Der Oberste Gerichtshof von Massachusetts urteilte 1966 dagegen, Naked Lunch sei nicht obszön.
David Cronenberg schuf aus Motiven des Romans und seiner Entstehungsgeschichte 1991 den Film Naked Lunch.
In den frühen 1960ern siedelte Burroughs nach London über, wo er für kleine Untergrundmagazine schrieb. Daneben arbeitete er an einem Manuskript, das später in zwei Teilen als The Wild Boys und Port of Saints erschien. Er stand in Kontakt mit gleichgesinnten Schriftstellern (Alexander Trocchi und Jeff Nuttall). Er ist auf dem Cover des 1967 erschienenen Musikalbums Sgt. Pepper’s Lonely Hearts Club Band der Band The Beatles zu sehen. Der Beatles-Musiker Paul McCartney hatte Burroughs über Barry Miles und den Indica Bookshop in London kennengelernt.

### New York und „Electronic Revolution“
Mit Hilfe von Ginsberg fand Burroughs am „New York City College“ eine Anstellung als Lehrer für kreatives Schreiben. Er kam in Kontakt mit Andy Warhol, Patti Smith, Susan Sontag, Dennis Hopper, Terry Southern und Mick Jagger.
1971 veröffentlichte Burroughs Electronic Revolution, eine Mischung aus Fakten, Fiktion und Voraussagen über die künftigen Auswirkungen der Entwicklung der Elektronik auf die Gesellschaft. Auch wenn der Text nicht auf Digitaltechnik eingeht, gilt er vielen Literaturkritikern als ein früher prophetischer, aber auch warnender Hinweis auf die ein Jahrzehnt später beginnende digitale Revolution.
In Electronic Revolution erwähnte Burroughs Scientology und wurde später kurzzeitig auch Mitglied der Organisation. Seine fortwährende Kritik an Scientology und eine Rezension des Buchs „Inside Scientology“ von Robert Kaufman führten zu einer brieflichen Auseinandersetzung von Burroughs mit Scientologen, die in der Zeitschrift Rolling Stone veröffentlicht wurde.
Im Jahr 1976 wirkte er in Rosa von Praunheims New York-Dokumentation Underground & Emigrants mit.

### Späte Popularität

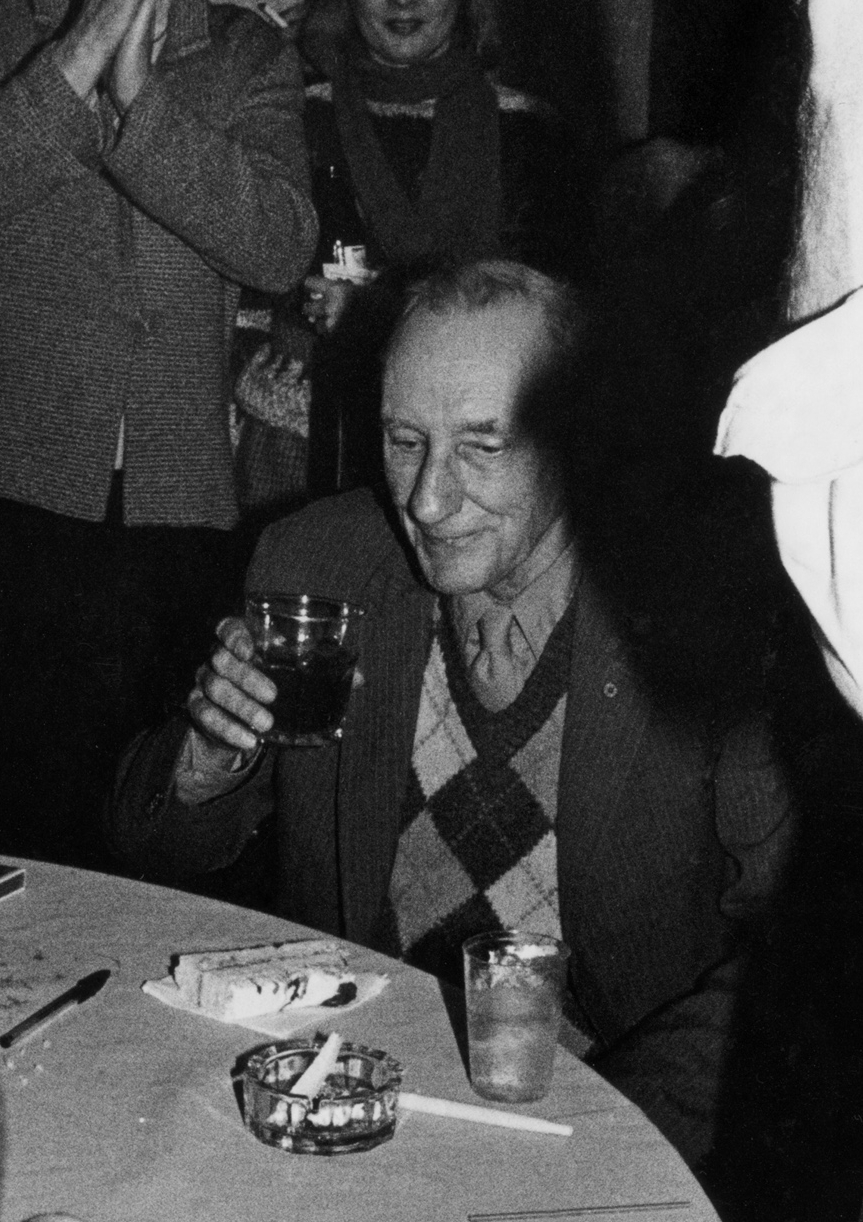
William S. Burroughs (1983)

In den 1980er und 1990er Jahren wurde Burroughs zu einer Ikone der Popkultur. Eine Reihe von populären Künstlern, vor allem solche aus der New Yorker Szene, nannten Burroughs als wichtige Inspirationsquelle. Er arbeitete u. a. mit Laurie Anderson zusammen und trat in Filmen wie Gus Van Sants Drugstore Cowboy (1989) und Even Cowgirls Get the Blues (1993) auf. 1990 entstand aus der Zusammenarbeit mit dem Regisseur Robert Wilson und dem Musiker Tom Waits das Theaterstück The Black Rider, das am 31. März 1990 im Thalia-Theater in Hamburg uraufgeführt und in den folgenden Jahren auf vielen europäischen und US-amerikanischen Bühnen gespielt wurde.

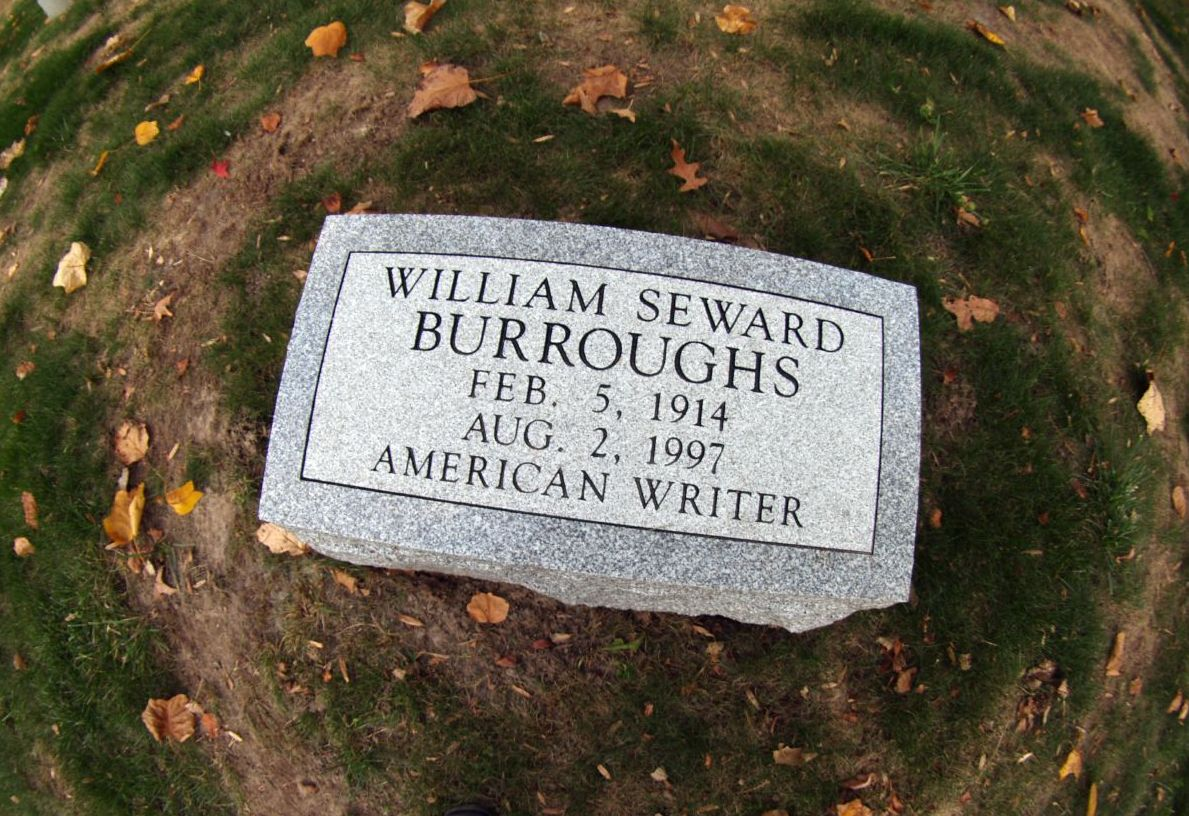
Burroughs’ Grab in St. Louis

In diesen Jahren trat Burroughs zudem als Spoken Word Performer auf, der mit seiner tiefen Stimme und seinen langsamen, programmatischen Sätzen sowohl sein altes als auch ein neues Publikum erreichte. Es entstanden viele Tonaufzeichnungen seiner Werke und Gespräche. Er arbeitete auch mit dem Rockmusiker Kurt Cobain zusammen, der zu seinem Werk  'The Priest' They Called Him Gitarre spielte. Des Weiteren arbeitete er mit Bill Laswell und dessen Gruppe Material bei Studio- und Live-Produktionen zusammen. 1983 wurde er in die American Academy of Arts and Letters gewählt. Burroughs reagierte ungerührt: 

„Vor zwanzig Jahren sagten sie, ich gehöre ins Gefängnis. Jetzt sagen sie, ich gehöre in ihren Club. Ich hab damals nicht auf sie gehört, und ich höre auch heute nicht auf sie.“

Im hohen Alter lebte William S. Burroughs in Lawrence, Kansas. Er nahm dort auch an einem Methadon-Programm teil. Am 2. August 1997 starb er in seinem Haus im Alter von 83 Jahren an den Folgen eines Herzinfarkts. Er ruht auf dem „Bellefontaine Cemetery“ seiner Geburtsstadt St. Louis.

## Bewertung
Einige Kritiker nennen ihn den wichtigsten US-amerikanischen Schriftsteller in der zweiten Hälfte des 20. Jahrhunderts. Andere halten seine Werke aus literarischer Sicht für überbewertet. Burroughs’ Stellenwert in der Entwicklung der Popkultur und der postmodernen Literatur gilt jedoch in der Literaturwissenschaft als unbestritten. Mit der LP „Call me Burroughs“ wurde er in die The Wire’s „100 Records That Set the World on Fire (While No One Was Listening)“ aufgenommen.

## Ausstellung
- 2013: William S. Burroughs. Retrospektive. Sammlung Falckenberg, Hamburg-Harburg.

## Bibliografie
Nova-Trilogie
- 1 The Soft Machine (1961)
  - Deutsch: Soft machine. Die Übersetzung aus dem Amerikanischen von Peter Behrens folgte der 3., veränderten und erweiterten Auflage. Kiepenheuer und Witsch, Köln 1971, ISBN 3-462-00798-X.
- 2 Nova Express (1964)
  - Deutsch: Nova-Express. Übersetzt von Peter Behrens. Limes-Verlag, Wiesbaden 1970, DNB 456242503.
- 3 The Ticket That Exploded (1962)

Cities of the Red Night / Städte der roten Nacht (Trilogie)
- 1 Cities of the Red Night (1981)
  - Deutsch: Die Städte der roten Nacht. Hrsg. und übersetzt von Carl Weissner. Zweitausendeins, Frankfurt am Main 1982, DNB 830060278.
- 2 The Place of Dead Roads (1984)
  - Deutsch: Dead roads. Übersetzt von Rose Aichele. Goldmann #14013, München 1985, ISBN 3-442-14013-7.
- 3 The Western Lands (1987)
  - Deutsch: Western lands. Übersetzt und mit einem Nachwort von Carl Weissner. Limes, Frankfurt a. M. und Berlin 1988, ISBN 3-8090-2261-6.

Romane
- Junk (1953, als William Lee; auch: Junkie : Confessions of an Unredeemed Drug Addict, 1964; auch: Junky, 2002)
  - Deutsch: Junkie : Bekenntnisse eines unbekehrten Rauschgiftsüchtigen. Übersetzt von Katharina Behrens. Limes Verlag, Wiesbaden 1963, DNB 450717712. Auch als: Junkie. Hrsg. und übersetzt von Carl Weissner. Zweitausendeins, Frankfurt am Main 1978, DNB 780632915.
- Naked Lunch (1959; auch: The Naked Lunch)
  - Deutsch: The naked lunch. Nachwort von Terry Southern. Übersetzt von Katharina Behrens und Peter Behrens. Limes Verlag, Wiesbaden 1962, DNB 450717720.
- Exterminator! (1960)
  - Deutsch: Exterminator. Hrsg. und übersetzt von Carl Weissner. Zweitausendeins, Frankfurt am Main 1987, DNB 880273089.
- Minutes To Go (1960; mit Sinclair Beilles, Gregory Corso und Brion Gysin)
- Dead Fingers Talk (1963)
- The Last Words of Dutch Schultz (1970, auch: Come in with the Dutchman : A Revised Screenplay Version of the Last Words of Dutch Schultz, 2016)
  - Deutsch: Die letzten Worte von Dutch Schultz. Übersetzt von Hans Herman. Kiepenheuer und Witsch (Pocket #24), Köln 1971, ISBN 3-462-00833-1.
- The Wild Boys (1971)
  - Deutsch: Die wilden Boys. Hrsg. und übersetzt von Carl Weissner. Zweitausendeins, Frankfurt am Main 1980, DNB 890619530.
- Port of Saints (1975)
- The Book of Breeething (1976, mit Robert F. Gale (Ill.))
  - Deutsch: Das Buch vom Aaatmen. Übersetzt von Udo Breger. Zero-Verlag, Rheinberg 1982, ISBN 3-922253-11-3.
- Queer (1985); edited and with an introduction by Oliver Harris,  	New York : Grove Press, September 2022, ISBN 978-0-8021-6056-0
- My Education: A Book of Dreams (1996)
- And the Hippos Were Boiled in Their Tanks (2008; mit Jack Kerouac)
  - Deutsch: Und die Nilpferde kochten in ihren Becken. Mit einem Nachwort von James Grauerholz. Übersetzt von Michael Kellner. Rowohlt-Taschenbuch-Verlag (Rororo #25655), Reinbek bei Hamburg 2011, ISBN 978-3-499-25655-4.
- Rules of Duel (2010; mit Graham Masterton)

Sammlungen
- The Exterminator (1960; mit Brion Gysin)
- Exterminator! (1973)
- Ali’s Smile / Naked Scientology (1978)
- The Third Mind (1978; mit Brion Gysin)
- Three Novels: The Soft Machine / Nova Express / The Wild Boys (1980, Sammelausgabe)
- A William Burroughs Reader (1982)
- The Burroughs File (1984)
- Word Virus (1984)
- The Adding Machine (1985)
- Interzone (1989)
  - Deutsch: Interzone. Hrsg. von James Grauerholz. Limes, Frankfurt a. M. und Berlin 1991, ISBN 3-8090-2294-2.

Deutsche Zusammenstellungen:
- Die alten Filme. Hrsg. und übersetzt von Carl Weissner. Maroverlag, Augsburg 1979, ISBN 3-87512-045-0.

Kurzgeschichten
1968:
- They Do Not Always Remember (1968, in: Judith Merril (Hrsg.): SF 12)

1969:
- 23 Skiddoo (1969)
  - Deutsch: 23 Skiddoo. Übersetzt von Hans Herrmann. In: Michael Kunath (Hrsg.): Cosmonaut 2. Privatdruck, 1981.
- The Dead Star (1969)

1971:
- Ali’s Smile (1971)
  - Deutsch: Naked scientology. Übersetzt von Carl Weissner. Pociao’s Books (expanded media editions #12), Bonn 2000, ISBN 3-88030-011-9.

1972:
- Exterminator (1972, in: Peter Haining (Hrsg.): The Lucifer Society: Macabre Tales by Great Modern Writers; auch: „Exterminator!“, 1973)

1973:
- Astronaut’s Return (1973, in: William S. Burroughs: Exterminator!)
- The Coming of the Purple Better One (1973, in: William S. Burroughs: Exterminator!)
- Davy Jones (1973, in: William S. Burroughs: Exterminator!)
- The Discipline of DE (1973, in: William S. Burroughs: Exterminator!)
- The Drums of Death (1973, in: William S. Burroughs: Exterminator!)
- Electricals (1973, in: William S. Burroughs: Exterminator!)
- The End (1973, in: William S. Burroughs: Exterminator!)
- End of the Line (1973, in: William S. Burroughs: Exterminator!)
- Friends (1973, in: William S. Burroughs: Exterminator!)
- From Here to Eternity (1973, in: William S. Burroughs: Exterminator!)
- „Johnny 23“ (1973, in: William S. Burroughs: Exterminator!)
- The Lemon Kid (1973, in: William S. Burroughs: Exterminator!)
- My Face (1973, in: William S. Burroughs: Exterminator!)
- „My Legs Señor“ (1973, in: William S. Burroughs: Exterminator!)
- Old Movie (1973, in: William S. Burroughs: Exterminator!)
- The Perfect Servant (1973, in: William S. Burroughs: Exterminator!)
- The „Priest“ They Called Him (1973, in: William S. Burroughs: Exterminator!)
- Reddies (1973, in: William S. Burroughs: Exterminator!)
- Seeing Red (1973, in: William S. Burroughs: Exterminator!)
- Short Trip Home (1973, in: William S. Burroughs: Exterminator!)
- Sput (1973, in: William S. Burroughs: Exterminator!)
- The Teacher (1973, in: William S. Burroughs: Exterminator!)
- Twilight’s Last Gleamings (1973, in: William S. Burroughs: Exterminator!)
- „What Washington? What Orders?“ (1973, in: William S. Burroughs: Exterminator!)
- Wind Die. You Die. We Die. (1973, in: William S. Burroughs: Exterminator!; auch: Wind Die You Die We Die, 1995)

1974:
- White Subway (1974)

1979:
- Blade Runner : A Movie (1979)
  - Deutsch: Blade runner : Ein Film. Übersetzt von Udo Breger. Eco-Verlag (Literatheke #2), Zürich 1980, ISBN 3-85637-034-X.

1986:
- The Cat Inside (1986)
  - Deutsch: The Cat Inside. Übersetzt von Esther Breger und Udo Breger. Druckhaus Galrev, Berlin 1994, ISBN 3-910161-57-X.

1987:
- The Ghost Lemurs of Madagascar (in: Omni, April 1987)

1988:
- Ruski (1988)
  - Deutsch: Ruski. Übersetzt von Joachim Körber. In: Ellen Datlow (Hrsg.): Das große Lesebuch der fantastischen Katzengeschichten. Goldmann Fantasy #24963, 2001, ISBN 3-442-24963-5.

1989:
- An Advertising Short for Television (1989, in: William S. Burroughs: Interzone)
- Antonio the Portuguese Mooch (1989, in: William S. Burroughs: Interzone)
- The Conspiracy (1989, in: William S. Burroughs: Interzone)
- Displaced Fuzz (1989, in: William S. Burroughs: Interzone)
- The Dream Cops (1989, in: William S. Burroughs: Interzone)
- Dream of the Penal Colony (1989, in: William S. Burroughs: Interzone)
- Driving Lesson (1989, in: William S. Burroughs: Interzone)
- The Finger (1989, in: William S. Burroughs: Interzone)
- Ginsberg Notes (1989, in: William S. Burroughs: Interzone)
- International Zone (1989, in: William S. Burroughs: Interzone)
- In the Café Central (1989, in: William S. Burroughs: Interzone)
- Iron Wrack Dream (1989, in: William S. Burroughs: Interzone)
- The Junky’s Christmas (1989, in: William S. Burroughs: Interzone)
- Lee and the Boys (1989, in: William S. Burroughs: Interzone)
- Lee’s Journals (1989, in: William S. Burroughs: Interzone)
- Spare Ass Annie (1989, in: William S. Burroughs: Interzone)
- Word (1989, in: William S. Burroughs: Interzone)
- The CIA Register (1989, in: Rudy Rucker, Peter Lamborn Wilson und Robert Anton Wilson (Hrsg.): Semiotext[e] SF)
- The New Boy (1989, in: Rudy Rucker, Peter Lamborn Wilson und Robert Anton Wilson (Hrsg.): Semiotext[e] SF)

1991:
- Ghost of Chance (1991)
  - Deutsch: Ghost of Chance. Übersetzt von Manfred Gillig-Degrave. Hannibal, Höfen 2003, ISBN 3-85445-233-0.
- The Seven Deadly Sins (1991)

1993:
- Death Fiend Guerillas (1993, in: Richard Gilliam, Martin H. Greenberg und Edward E. Kramer (Hrsg.): Confederacy of the Dead)

1997:
- Crab Nebula (1997, in: Fred G. Leebron, Paula Geyh und Andrew Levy (Hrsg.): Postmodern American Fiction)

2001:
- Naked Lunch (Outtakes) (2001, in: William S. Burroughs: Naked Lunch)

2012:
- Chapter Twenty-Eight of the Original „Junk“ Manuscript (2012, in: William S. Burroughs: Junky: The Definitive Text of „Junk“)

2018:
- The Finger (2018)

Briefe, Interviews und Autobiografisches
- The Yage Letters (1963; mit Allen Ginsberg)
  - Deutsch: Auf der Suche nach Yage : Ein Briefwechsel. Übersetzt von Katharina Behrens und Peter Behrens. Limes Verlag, Wiesbaden 1964, DNB 450717739.
- Electronic Revolution (Essays, 1971)
  - Deutsch: Die elektronische Revolution. Burroughs. Übersetzt von Carl Weissner. Expanded Media Editions, Göttingen 1972, DNB 750332816.
- Snack (1975; mit Eric Mottram)
- The Retreat Diaries (1976)
  - Deutsch: Zwischen Mitternacht und Morgen : Ein Traumtagebuch. Sphinx-Verlag (Sphinx pocket #5), Basel 1980, DNB 801081319.
- Burroughs Live (1977)
- Letters to Allen Ginsberg, 1953–1957 (1981)
  - Deutsch: Homo. Briefe an Allen Ginsberg 1953-1957. Hrsg. und übersetzt von Carl Weissner. Zweitausendeins, Frankfurt am Main 1989, DNB 891364226.
- The Job (1982; mit Daniel Odier)
  - Deutsch: Der Job. Interview mit William S. Burroughs von Daniel Odier. Übersetzt von Hans Hermann. Kiepenheuer und Witsch, Köln 1973, ISBN 3-462-00911-7.
- The Four Horsemen of the Apocalypse (1984)
  - Deutsch: Die vier apokalyptischen Reiter : Transkript eines Vortrages anlässlich der vom Institute of Ecotechnics in Aix-en-Provence veranstalteten „1984 Planet Earth Conference“. Illustrationen von Christof Kohlhöfer. Übersetzt von Udo Breger. eme, ISBN 978-3-88030-027-9.
- Burroughs (1988)
- My Education (1989)
- Last Words (1990)
- With William Burroughs (1991; mit Victor Bockris)
  - Deutsch: Bericht aus dem Bunker : Interviews, Gespräche und Gedanken. Übersetzt von Udo Breger und Esther Breger. Ullstein #31208, Berlin 1998, ISBN 3-548-31208-X.
- Collected Interviews of William S. Burroughs (1993)
- The Letters of William S. Burroughs (1993)
  - Deutsch: Radiert die Worte aus : Briefe 1959 – 1974. Hrsg. und mit einer Einführung von Bill Morgan. Übersetzt von Michael Kellner. Nagel & Kimche, München 2014, ISBN 978-3-312-00601-4.
- Conversations with William Burroughs (1995)
- A Burroughs Compendium (1998)
- Call Me Burroughs (1998)
- Everything Lost (2007)
- Evil River (2007)
- Rub Out the Words (2012)

Tonträger
- Call Me Burroughs (1965)
- Nothing Here Now But The Recordings (1981)
- Sharkey’s night auf Mister Heartbreak (Laurie Anderson 1983, Warner Brothers)
- Break Through In Grey Room (1986)
- Seven Souls gemeinsam mit der Band Material (1989, Virgin Records)
- Dead City Radio (1990, Island Records)
- 'The Priest' They Called Him (1992; mit Kurt Cobain)
- Spare Ass Annie and Other Tales gemeinsam mit The Disposable Heroes of Hiphoprisy (1993, Island Records)
- Junky – Komplette Lesung vom Autor (1997 [Veröff.], Penguin Audio Books)
- Last words: qui vivre verra (1999, Sans Soleil) (ISBN 3-88030-039-9)
- Burroughs discusses “dream” with Gerard Malanga in New York, N.Y. 1974 (1999, Sub Rosa)

## Film
- 1976: Underground and Emigrants, Rosa von Praunheim
- 1983: Burroughs, Howard Brookner, 86 Min.
- 1984: Decoder, Regie: Muscha
- 1999: William S. Burroughs, Jean-François Vallee, 52 min.[21]
- 2007: Words of Advice: William S. Burroughs on the Road
- 2010: William S. Burroughs: A Man Within, Regie und Buch: Yony Leyser.[22][23]

## Verfilmungen
- 1991: Naked Lunch
- 1993: The Junky's Christmas (Kurzfilm)
- 2024: Queer